# Lon Cohen
Lon Cohen è un personaggio di fantasia nato dalla penna dello scrittore statunitense Rex Stout, che compare nelle opere della serie di Nero Wolfe.
Cohen è uno dei più affidabili tra i redattori e i giornalisti del quotidiano immaginario La Gazette, giornale tra i più venduti a New York. Nei romanzi di Stout l'ufficio di Cohen è vicino a quello dell'editore, ma Archie sostiene di non conoscere la qualifica di Cohen. Lon è per Archie la via più rapida per notizie riguardanti il crimine; Cohen è di solito la prima fonte cui Archie si rivolge per informazioni circa gli attuali od eventuali clienti.
Archie, Lon ed altri giocano regolarmente a poker il Giovedì notte, nell'appartamento di Saul Panzer.
Negli anni, Wolfe e La Gazette hanno sviluppato una relazione simbiotica che permette al quotidiano esclusive circa i casi di Wolfe, e gli assicura una certa pubblicità - talora, perfino eccessiva per i suoi gusti.